# Lanfeust de Troy
Lanfeust de Troy est une série de bandes dessinées écrite par Christophe Arleston et dessinée par Didier Tarquin. Elle est initialement publiée chez Soleil Productions entre 1994 et 2000, mais la série reprend en 2021 avec un neuvième tome. C'est l'un des plus gros succès français du genre heroic fantasy, et elle a grandement contribué à construire la notoriété de la maison d'édition Soleil créée par Mourad Boudjellal.
Il s'agit du premier cycle des aventures de Lanfeust, un apprenti forgeron vivant dans le monde magique de Troy qui décide de partir pour une quête initiatique après avoir découvert qu'il avait un pouvoir hors du commun.
Fort de son succès, le monde de Troy a été décliné en plusieurs séries annexes, suivant les péripéties des mêmes personnages dans Lanfeust des Étoiles, Lanfeust Quest, Lanfeust Odyssey et Gnomes de Troy ou celles d'autres héros de ce monde, comme Trolls de Troy, Les Conquérants de Troy et Les Légendes de Troy.

## Résumé de l'histoire
Troy est une planète peuplée d'humains, de trolls et d'autres créatures plus ou moins monstrueuses :
- Les humains ont presque tous un pouvoir magique, allant de faire pousser les cheveux à faire tomber les dents, en passant par fondre le métal et marcher sur l'eau. Ces dons ne nécessitent qu'une condition, celle de ne pas trop s'éloigner d'un sage d'Eckmül, mage ayant renoncé volontairement à son propre pouvoir pour relayer celui des autres.
- Les trolls sont des créatures sauvages d'après les humains, mais tout à fait civilisées de leur propre point de vue. Ils chassent à peu près tout ce qui passe à leur portée. Physiquement très forts, ils ne craignent que peu de choses, dont l'eau, qui risquerait, pour leur plus grand malheur, de les laver.

Tout commence lorsque Lanfeust, un apprenti forgeron ayant le pouvoir de faire fondre le métal, acquiert  l'épée magique du chevalier Or-Azur, dont la poignée est faite de l'ivoire d'une créature fantastique, le Magohamoth. Ce contact lui confère le pouvoir absolu, c'est-à-dire tous les pouvoirs de façon autonome, sans avoir besoin de relais. Le sage du village, maître Nicolède, lui propose alors de se rendre à Eckmül, capitale du savoir du monde de Troy, afin d'expliquer cet évènement unique. Elle abrite l'université et le conservatoire, où tous les plus grands magiciens enseignent et étudient la puissance de la magie. Ils partent alors, accompagnés des deux filles du sage, l’espiègle Cixi  et la belle C'ian, fiancée de Lanfeust. En chemin, ils rencontrent le troll Hébus, qui, apprivoisé par un enchantement de Nicolède, les accompagne dans leur quête. Ils sont alors confrontés à Thanos le pirate, également sensible à l'ivoire du Magohamoth, mais dont les ambitions vont bien au-delà de celles de son ennemi forgeron.

## Conception
Les premiers albums sont colorisés par Yves Lencot et les derniers par Claude Guth. En 2005, Christian Lerolle est embauché par Soleil pour recoloriser à l'ordinateur les premiers albums afin d'harmoniser l'ensemble, de grandes disparités étant apparues entre les albums les plus anciens et les plus récents. Lerolle travaille en collaboration avec Claude Guth pour préserver la cohérence de l'ensemble.

## L'univers de Troy
Le monde de Lanfeust de Troy, seulement constitué de quelques grandes régions dans la quête originelle, se développe au fur et à mesure des pérégrinations des différents héros, notamment Teträm ou Page Blanche, respectivement personnages principaux de Trolls de Troy et Conquérants de Troy. Les auteurs ont également rédigé et dessiné des encyclopédies indépendantes relatives à ce monde, comme son bestiaire ou un guide de compréhension des trolls.
Avec la série des Lanfeust des étoiles apparaissent de nouvelles planètes associées désormais à tout l'univers de Troy, qui comprend des centaines de galaxies.

## Les albums

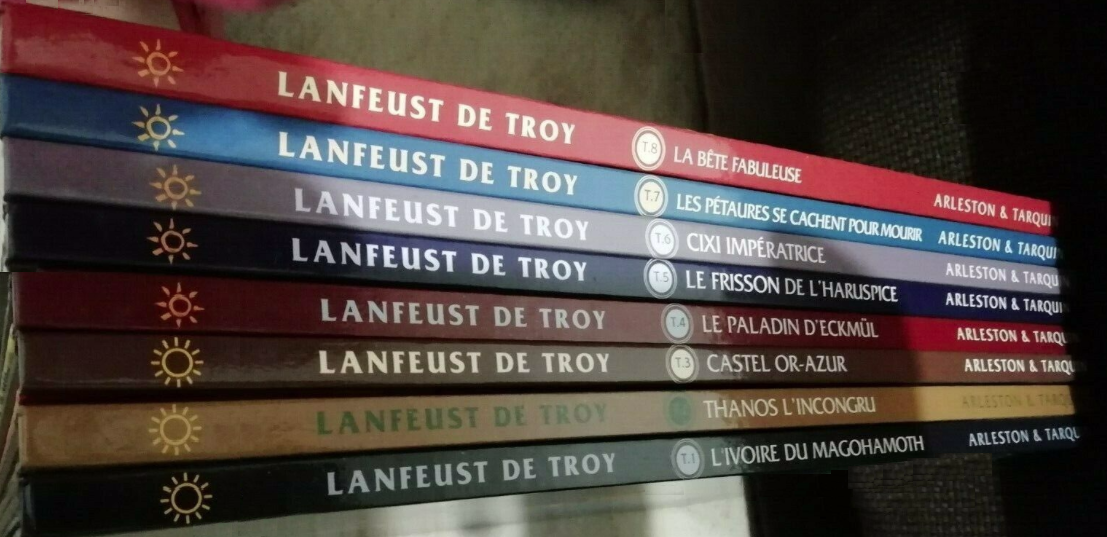
Lanfeust de Troy, 1 à 8.